# Нок (култура)
Нок (култура) је становништво раног гвозденог доба чији су материјални остаци названи по селу Хам из Нока у држави Нигерији, област Кадуна, где су њихове скулптуре од теракоте први пут откривене 1928. године. Култура Нок појавила се у северној Нигерији око 1500. године пре нове ере и нестала је под непознатим околностима око 500. године пре нове ере, а трајала је око 2 000 година. Народ Нок и народ Гаџигана су можда мигрирали из централне Сахаре, заједно са бисерним просом и грнчаријом, разишли се пре доласка у северни регион Нигерије, и тако се настанили на својим локацијама у региону Гаџигана и Нок. Људи из Нока су можда такође мигрирали из западноафричког Сахела у регион Нок. Нок култура се можда појавила 1500. године пре нове ере и наставила да постоји до првог века пре нове ере.
Употреба гвожђа у алатима за топљење и ковање појављује се у култури Нок најмање 550. године пре нове ере и вероватно неколико векова раније. Подаци из историјске лингвистике указују да је топљење гвожђа самостално откривено у региону до 1000. године пре нове ере. Научни теренски радови започели су 2005. године како би систематски истражили археолошка налазишта Нок и боље разумели скулптуре Нокине теракоте у свом археолошком контексту из железног доба.
Људи из Нока су вероватно развили скулптуре од теракоте, кроз економску производњу великих размера, као део сложене погребне културе која је можда укључивала праксе као што је гозба. Најраније скулптуре од теракоте Нока су можда настале 900. године пре нове ере. Неке скулптуре од теракоте Нок приказују фигуре које рукују праћкама, као и луковима и стрелама, што може указивати на људе који се баве ловом или хватањем неприпитомљених животиња. Једна скулптура Нока приказује две особе, заједно са њиховом робом, у издубљеном кануу. Обе антропоморфне фигуре у пловилу веслају. Приказ издубљеног кануа од теракоте у Ноку може указивати на то да су људи Нока користили кануе за превоз терета дуж притока (нпр. реке Гурара) реке Нигер и размењивали их у регионалној трговинској мрежи. Приказ фигуре у нок теракоти са шкољком на глави може указивати на то да се распон ових речних трговачких путева можда протезао до обале Атлантика. У поморској историји Африке постоји ранији Дуфуна кану, који је изграђен пре отприлике 8000 година у северном региону Нигерије; као други најранији облик пловила за воду познат у подсахарској Африци, Нок теракотни приказ издубљеног кануа настао је у централном региону Нигерије током првог миленијума пре нове ере.
Касније уметничке традиције западне Африке – Бура из Нигера (3. век – 10. век), Кома из Гане (7. век – 15. век), Игбо-Укву из Нигерије (9. век – 10. век ), Џене-Џено из Малија (11. век – 12. век) и Иле Ифе из Нигерије (11. век – 15. век) – можда су били обликовани ранијом западноафричком традицијом глинене теракоте у култури Нок. већина Нок насеља се налази на врховима планина. На месту насеља Кочио, ивица подрума зида насеља исклесана је од гранитне основе. Поред тога, изграђена је мегалитска камена ограда око ограђеног насеља Кочио. Исто тако у Пунтун Дуцеу откривен је кружни камени темељац колибе.

## Порекло
Бреуниг и Руп су претпоставили да је њихово порекло непознато, али пошто су биљке које су користили као усеви (посебно просо ) аутохтоно од региона Сахел, северна домовина је вероватнија од било које друге. Бреуниг објашњава: „Људи културе Нок сигурно су дошли негде другде. До сада, међутим, нисмо сазнали који регион, иако сумњамо у Сахелску зону у западној Африци.”

## Откриће
Прву теракоту Нока открио је 1928. године пуковник Дент Јанг, сувласник рударског партнерства, у близини села Нок у држави Кадуна, Нигерија. Та теракота је случајно ископана на дубини од 24 метра из алувијалног рудника калаја. Јанг је скулптуре представио музеју Департмана за руднике у Џосу.
Петнаест година касније, 1943. године у близини села Нок, у централној Нигерији, случајно је откривен нови низ глинених фигура док се радило на ископавању калаја. Чиновник задужен за рудник нашао је главу и однео је својој кући на употребу као страшило, улогу коју је (успешно) испуњавала током једне године у пољу јама. То страшило је на крају приметио Бернард Фаг, који је у то време био административни службеник који је студирао археологију на Универзитету у Кембриџу. Фаг је приметио да глава на страшилу личи на скулптуру коју је Јанг пронашао. Он је отпутовао до Џоса, где му је Јанг показао остале недавно откривене теракотске фигуре. На крају је постало јасно да је ископавање калаја у области Нок и Џема откривало и уништавало археолошки материјал.

## Археологија
Године 1989, немачки научници су радили у сливу Чада на североистоку Нигерије, у оквиру пројекта сарадње између Универзитета у Мајдугурију који се налази у држави Борно, Нигерија, и археолога Универзитета Гете у Франкфурту. Овај пројекат је испитивао почетке седентарних пољопривредних друштава у сливу Чада. Постављана су питања да ли постоје друга друштва попут оних у сливу Чада, а та питања су навела тим да истражи културу Нока. У раним ступњевима пројекта Франкфурт Нок, истраживачи су имали потешкоће у проналажењу места за ископавање. Тим је отпочео да сарађује са Умару Јусуф Потискумом и они су почели да проналазе различите локације културе Нок, иако је већина била опљачкана. Неколико локалитета је, међутим, још увек било нетакнуто.